# Seed capital
I seed capital (detti anche seed money o seed funding) sono i primi fondi finanziari cui un imprenditore accede per lanciare una nuova attività. Il seed capital non è diffuso in Europa ma solo negli Stati Uniti d'America.
Il fondo di investimento pubblico acquisisce una partecipazione di rilevanza nel capitale dell'impresa per sostenerne il lancio, il risanamento o lo sviluppo economico e commerciale. L'operazione non prevede una scadenza ma si prolunga sino al momento in cui le condizioni di redditività sono ristabilite. L'agevolazione consiste nella definizione preventiva del prezzo di uscita dal capitale sociale.